# Don Was

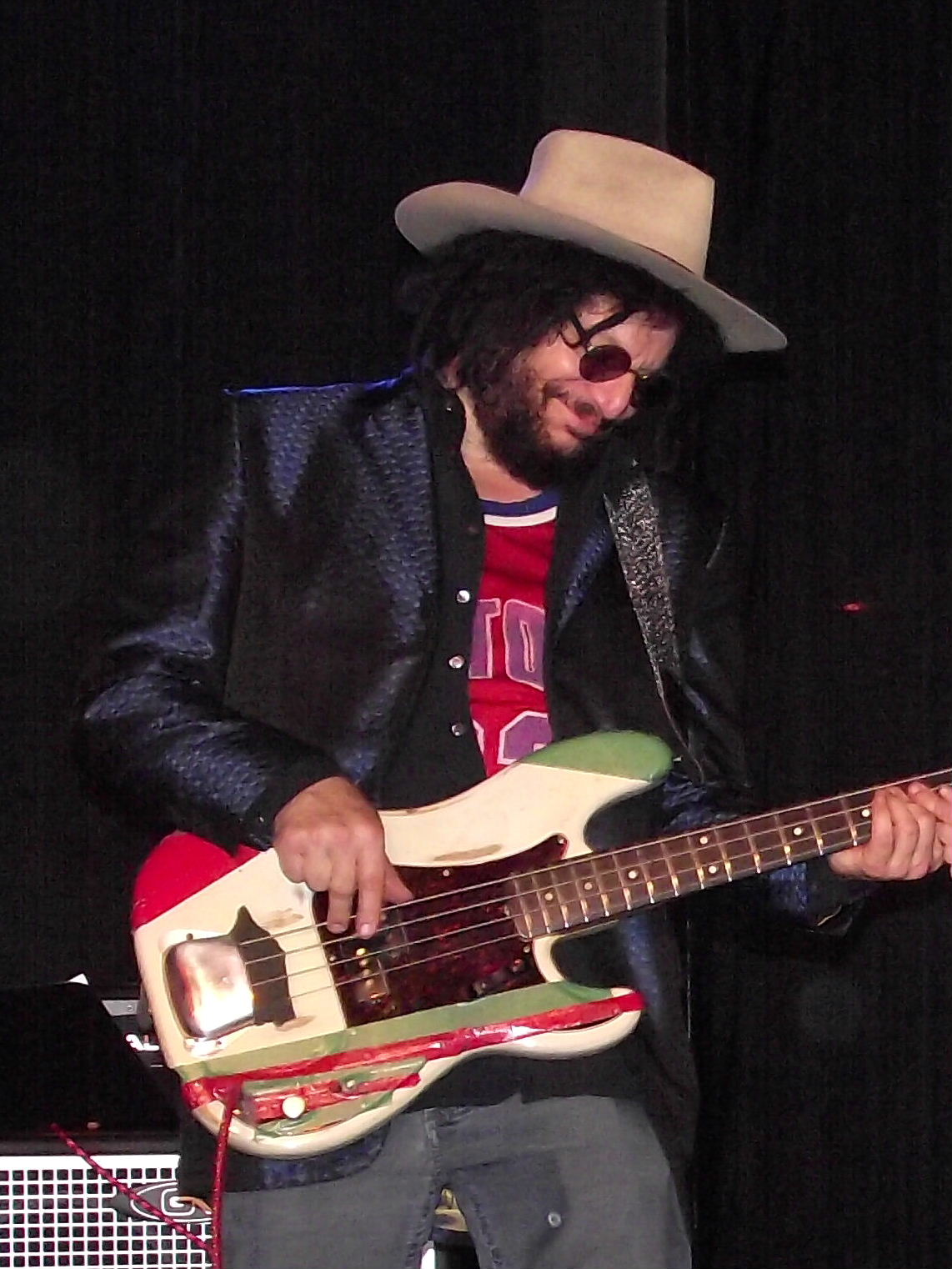
Don Was (2010)

Don Was (bürgerlich Don Fagenson; * 13. September 1952 in Detroit, Michigan) ist ein US-amerikanischer Musiker und Plattenproduzent.

## Biografie

### Don Was und Was (Not Was)
Don Was war zuerst als Bassgitarrist und Sessionmusiker unterwegs. Unter Benutzung seines Künstlernamens gründete er zusammen mit seinem Jugendfreund David Weiss in den frühen 1980er Jahren die Rockgruppe Was (Not Was). Nach fünf eingespielten Alben trennte man sich 1993. Der 1987 von ihm geschriebene Titel Walk The Dinosaur ist sein größter Erfolg als Songwriter mit Plätzen unter den Top 10 in Österreich und Großbritannien. Bemerkenswerter jedoch ist, dass der Titel in zahlreichen Filmen zu hören ist (u. a. Super Mario Bros. (1993), The Flintstones (1994) und The Dream Team (1989)). Im Jahre 2006 formierte man sich erneut und kündigte für das Jahr 2007 gleich zwei Alben an.

### Karriere als Produzent
Seine größte Bekanntheit erhielt er mit Beginn der 1990er Jahre durch seine Produzententätigkeit für namhafte Künstler wie Bob Dylan, The Rolling Stones (Voodoo Lounge (1994), Stripped (1995), Bridges to Babylon (1997), A Bigger Bang (2005)), Kris Kristofferson, George Clinton, Randy Newman, Carly Simon, Bob Seger, Glenn Frey, Iggy Pop, Khaled, Stevie Nicks, Brian Wilson, Roy Orbison, B. B. King, Jackson Browne, Ziggy Marley, John Mayer, Al Green, Garth Brooks, Ringo Starr, Lyle Lovett, Joe Cocker, Willie Nelson, Elton John, Paul Young, Bonnie Raitt, The B-52’s, Barenaked Ladies, The Black Crowes, The Presidents of the United States of America, Hootie and the Blowfish, Ofra Haza u. v. a. m.
1997 veröffentlichte Don Was das Album Forever Is A Long Long Time unter dem Projektnamen Orquestra Was. An den Aufnahmen zur Platte – eine Sammlung von Songs des Country-Sängers Hank Williams in Jazz- und Soul-Arrangements – waren auch einige Musiker von Was (Not Was) beteiligt, darüber hinaus wieder eine große Zahl von Gastmusikern wie Kris Kristofferson und Herbie Hancock. Zum Album entstand außerdem ein von Francis Ford Coppola produzierter Kurzfilm.
2011 wurde er zum Chief Creative Officer des Jazzlabels Blue Note Records bestellt.
Als Produzent einzelner Alben und als „Producer of the Year“ wurde er mit insgesamt 5 Grammys (Stand: 2023) ausgezeichnet.

### Don Was und die Filmindustrie
Weiterhin war er als musikalischer Direktor bzw. musikalischer Berater an diversen Filmproduktionen beteiligt. Bekannt sein dürften u. a. Thelma & Louise, The Rainmaker, Phenomenon, Tin Cup, Honeymoon in Vegas, Switch, Freshman, Tage des Donners, Michael, Pret-a-Porter, BackBeat oder Toy Story.
In den letzten Jahren tritt er auch als Schauspieler auf. Meistens spielt er dabei sich selbst, so in den Filmen America: A Tribute to Heroes (2001), Standing in the Shadows of Motown (2002) und The Country Bears (2002).

### Bob Weir & the Wolf Bros.
Im Herbst 2018 gründete Was zusammen mit dem Grateful-Dead-Gitarristen Bob Weir und dem Schlagzeuger Jay Lane das Trio Bob Weir & the Wolf Bros. Was spielt Kontrabass. Die Band tourt mit Titeln der Grateful Dead durch Nordamerika.

## Auszeichnungen
- 1990 Grammy Award für „Album of the Year“: Bonnie Raitt, Nick of Time
- 1995 Grammy Award als „Producer of the year“
- 1997 „San Francisco Film Festival’s Golden Gate Award“ für Regie und Produktion des Films I Just Wasn’t Made For These Times, einem Dokumentarfilm über den Ex-Beach Boy Brian Wilson.
- 2010 Grammy Award für „Best Children’s Music Album“: Ziggy Marley, Family Time
- 2018 Grammy Award für „Best Traditional Blues Album“: The Rolling Stones, Blue & Lonesome
- 2019 Grammy Award für „Best Jazz Instrumental Album“: The Wayne Shorter Quartet, Emanon

## Wissenswertes
- Don Was ist der Vater von Eve 6-Drummer Tony Fagenson.